# Paternus Tarruntenius
Paternus Tarruntenius (2. század eleje – 183) római jogász, hadvezér
Marcus Aurelius titkára (ab epistulis) s hadvezére volt, a markomannok ellen viselt hadat. Tíz alkalommal kapta meg az imperator címet. Commodus alatt praefectus praetorio lett, s mint ilyen, részt vett a császár ellen szőtt összeesküvésben, amiért kivégezték. Korabeli források szerint mint jogtudományi író is kiemelkedőt alkotott, de munkáiból semmi sem maradt fenn. Aelius Lampridius említi a „Historia Augusta” című munkában.